# Reich Todmir

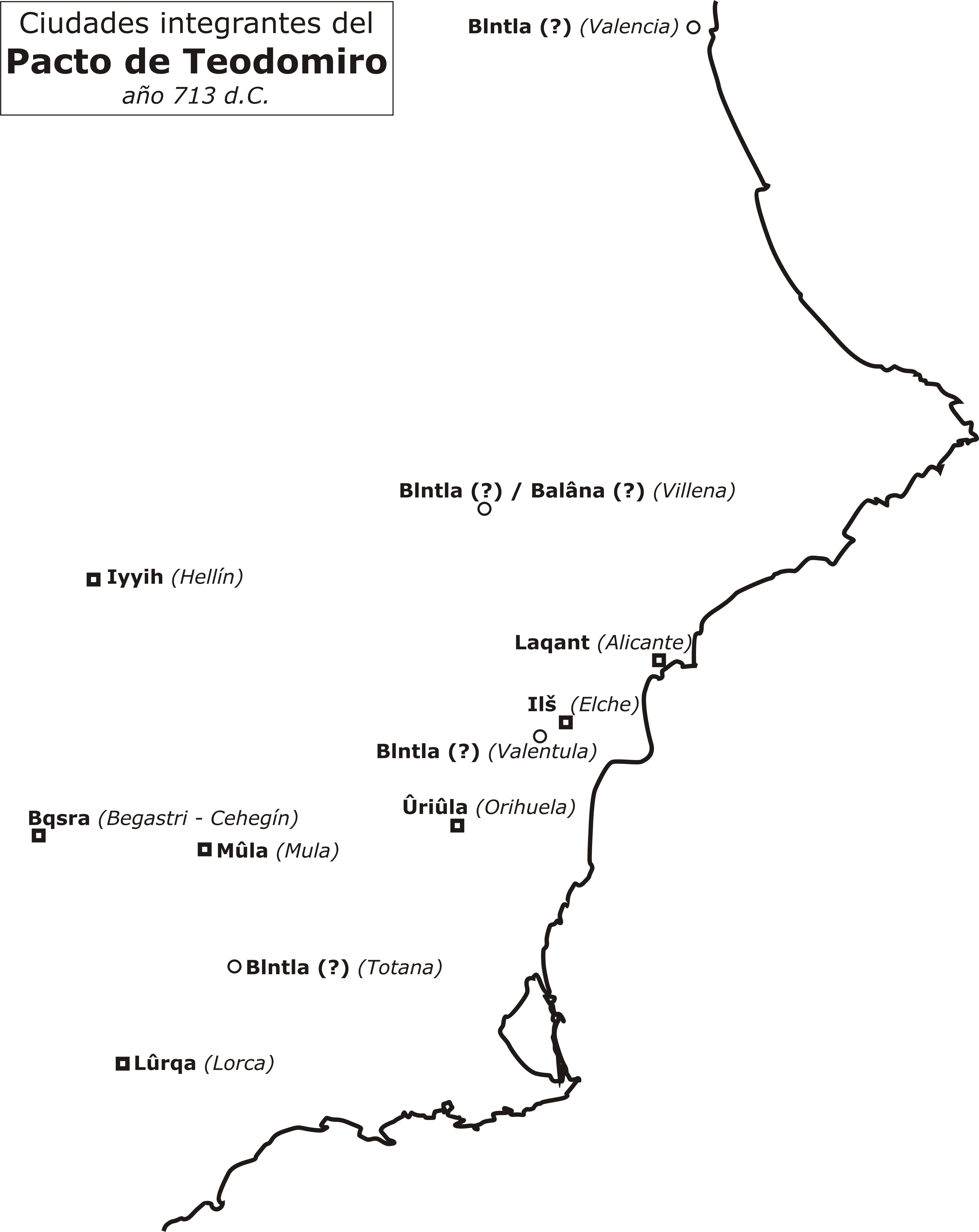
Im Tudmirpakt (713) erwähnte Städte und ihre (teilweise unsichere) Zuordnung

Das Reich Todmir (auch Tudmir) war die arabische, von dem Namen ihres westgotischen Grafen (comes) Theudemir abgeleitete Bezeichnung einer Provinz, welche die Eroberung der iberischen Halbinsel durch die Mauren ab 711 offenbar als eigenständige Herrschaft unter maurischer Oberhoheit bis ins Jahr 756 überstand; danach wurde auch dieses Gebiet in die arabisch geprägte Herrschaft des Emirats von Córdoba eingegliedert.

## Geschichte
Das Reich Todmir (ursprünglich wohl eine Grafschaft) umfasste ein Gebiet mit den Städten Alicante, Lorca sowie Orihuela und damit wohl annähernd 10.000 Quadratkilometer (etwa die gesamte heutige Provinz Alicante und die Osthälfte der Provinz Murcia). Der dortige Gouverneur Theudemir bekämpfte die arabischen Streitkräfte, schloss aber schließlich mit ʿAbd al-Azīz im April 713 den Vertrag von Orihuela ab. Danach wurde Theudemir in seiner Herrschaft eine gewisse Autonomie zugestanden. Gegen die Anerkennung der maurischen Oberhoheit und die Zahlung eines jährlichen Tributs wurden den Einwohnern der Herrschaft ihr Besitz und ihre Lebensweise garantiert. In diesem Sinne ist die klassische Bezeichnung „Reich“ (reino) für diese Herrschaft wohl zu weitgehend, da das Gebiet keineswegs in vergleichbarer Weise unabhängig war wie etwa Asturien. In den Quellen wird daher auch von kura (= „Provinz“) gesprochen.
Zunächst herrschte Theudemir selbst über das Gebiet; nach seinem Tod im Jahre 743 folgte wohl Athanagild, möglicherweise sein Sohn, nach, der jedoch die Eingliederung nach Al-Andalus im Jahre 756 nicht verhindern konnte. Noch bis 778 scheint das Gebiet eine autonome Provinz gewesen zu sein, die erst nach einem gescheiterten abbasidischen Invasionsversuch aufgelöst wurde.
Mit der Gründung der Stadt Mursiyya (des heutigen Murcia) geriet der Name der Region Tudmir allmählich in Vergessenheit.